# بي زرد بهرام بيغي العليا (باتاوة)
بي زرد بهرام بيغي العليا (بالفارسية: پی زردبهرام بیگی علیا) هي قرية تقع في إيران في قسم باتاوة الريفي. يقدر عدد سكانها بـ 108 نسمة بحسب إحصاء 2016.